# У ліжку з ворогом
У ліжку з ворогом — трилер 1991 року режисера Джозефа Рубена. Знятий за мотивами однойменного роману Ненсі Прайс.

## Сюжет
Благополучна з вигляду молода подружня пара з перших днів спільного життя перебуває в атмосфері страху і напруги. Красуня Лора Берні доведена до відчаю ревнощами і агресивністю її чоловіка Мартіна і не знає, як виплутатися з тенет шлюбу, який став для неї катуванням і в'язницею. Зрештою вона не витримує, підлаштовує свою смерть та починає нове життя в під іменем Сари Вотерс. Але чоловік все одно її знаходить…

## В ролях
- Джулія Робертс — Лора Вильямс Берні / Сара Вотерс
- Патрік Бергін — Мартін Берні
- Кевін Андерсон — Бен Вудвард
- Елізабет Лоуренс — Хлоя Вільямс
- Харлі Вентон — Гарбер